# Runddysse von Vielsted

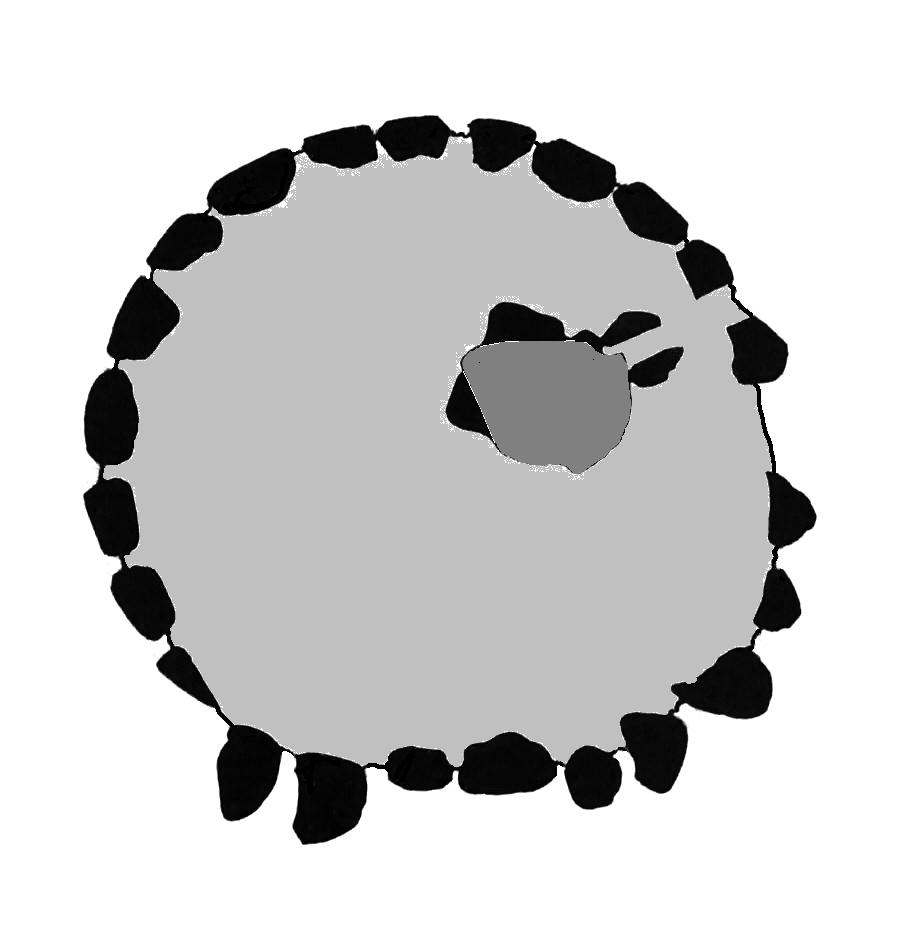
Grundriss eines Runddysse von oben gesehen, hier mit außermittiger Kammer

Der Runddysse von Vielsted (auch Vilsted) liegt im Feld, nordöstlich von Sorø, zwischen Store Ebberup und Nyrup auf der dänischen Insel  Seeland. Die Megalithanlage aus der Jungsteinzeit wurde von den Leuten der Trichterbecherkultur (TBK) zwischen 3500 und 2800 v. Chr. errichtet. Neolithische Monumente sind Ausdruck der Kultur und Ideologie neolithischer Gesellschaften. Ihre Entstehung und Funktion gelten als Kennzeichen der sozialen Entwicklung.

## Beschreibung
Der Runddolmen von Vielsted besteht aus 19 1,8 bis 2,2 m hohen leicht einwärts geneigten Randsteinen, die den 1,5 m hohen Rundhügel von 12,5 m Durchmesser einfassen, in dessen Mitte sich der erweiterte Dolmen von 1,3 m Länge und 0,9 m Breite befindet. Der Gang ist 1,4 m lang und 0,9 m breit. Er besteht aus zwei Gangsteinen. Der Dolmen hat vier Tragsteine und einen Deckstein. Der Deckstein lag lange frei, da der obere Teil des Hügels erodiert ist. 
Der Dolmen von Vielsted ist neben Poskær Stenhus (ursprünglich 24 Randsteine) und Herrestrup die besterhaltene Anlage dieses Typs in Dänemark.

## In der Nähe
Der Langdysse von Vielsted liegt 500 m westlich. Im südwestlich gelegenen Kirke Flinterup liegen ein zweiter Runddysse und ein Langdysser mit zwei Kammern. Bei Hellestrup liegen zwei Langdyssen, einer mit einer großen Kammer. Im Nordskoven liegt ein Hügel mit einer Kammer, während andere zerstört sind. Am nordöstlichen Ufer des Gystringe Sø liegt der Langdysse Kildehøje.